# 西岸国际人工智能中心
上海西岸国际人工智能中心（Shanghai AI Tower），又名西岸智塔，是位於中華人民共和國上海市徐匯區云锦路和龙耀路交叉口的一個人工智能企業寫字樓集群。

## 简介
作为西岸智慧谷的旗舰项目，西岸智塔共有2幢，总面积约51万平方米，两幢楼西塔、東塔的建筑高度分别为200米、235米，是上海乃至全国最早定位为人工智能产业地标的写字楼，人工智能企業主要入駐東樓。
2020年1月，完成竣工備案。7月8日，上海西岸国际人工智能中心正式啟用，微软亚洲研究院（上海）、微软-仪电人工智能创新院、华为上海鲲鹏产业生态创新中心、阿里巴巴、明略科技等人工智能企業開始入駐。